# Faraglioni

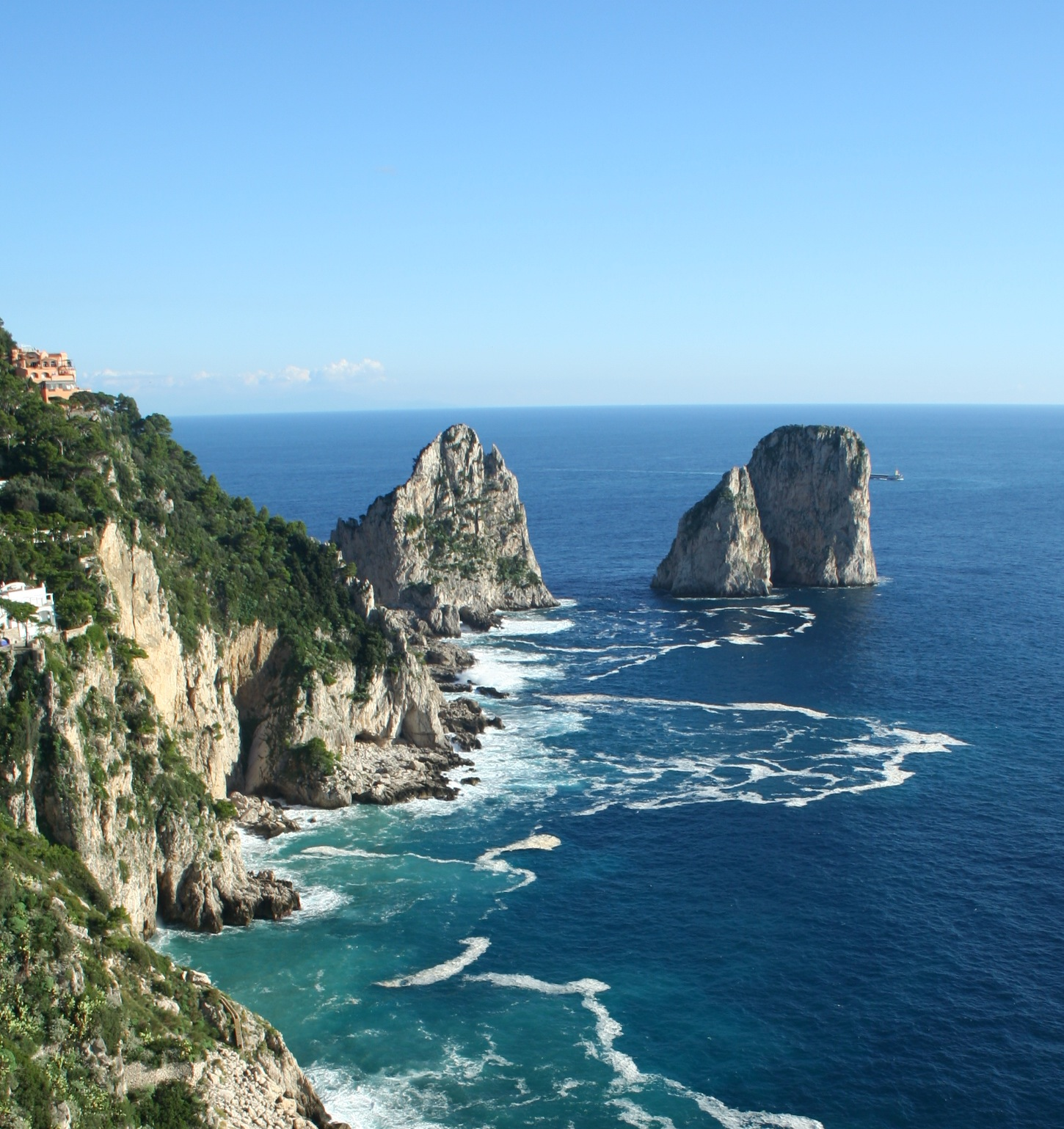
Faraglioni, văzute de pe coasta de sud a insulei Capri.

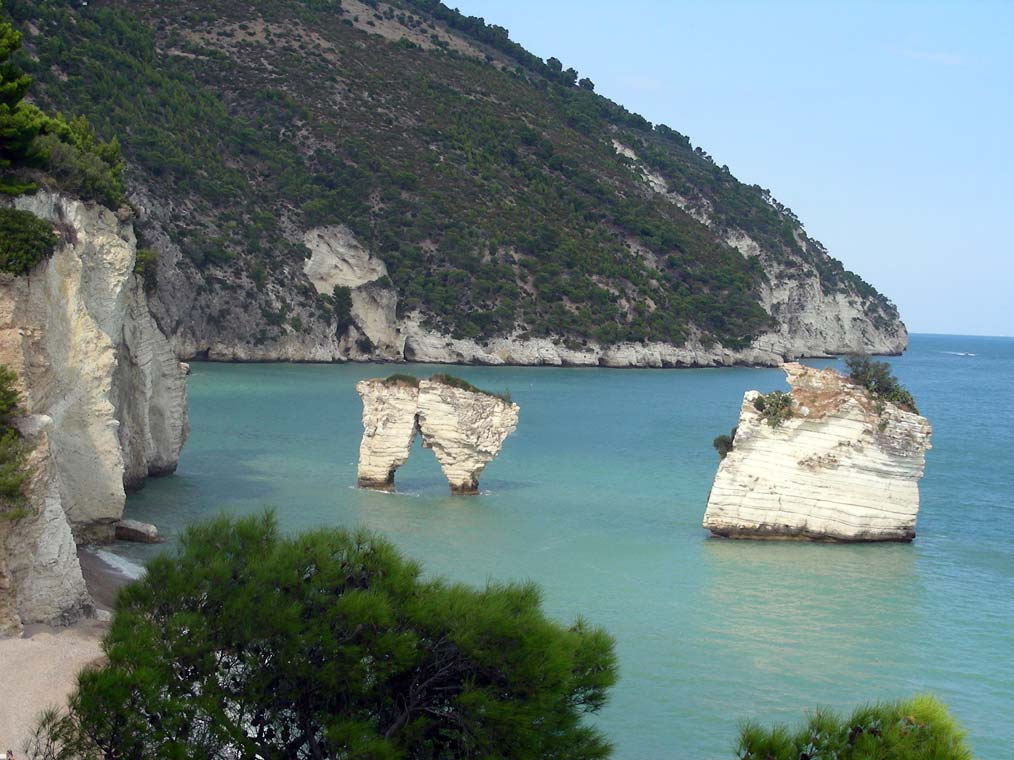
Faraglioni în Golful Zagare, Parcul Naţional Gargano, Apulia.

Faraglioni este termenul italian folosit pentru a desemna formațiuni stâncoase de coastă și oceanice. Acestea sunt formate prin eroziune de către valurile oceanului și sunt întâlnite în apropierea coastelor mai multor regiuni ale Italiei.

## Stâncile Faraglioni din Gargano
Câteva faraglioni se află în Peninsula Gargano din regiunea Apulia, pe coasta Mării Adriatice. Două dintre ele sunt în Golful Zagare, în apropiere de Mattinata, fiind incluse în Parcul Național Gargano.

## Stâncile Faraglioni din apropiere de Capri
În regiunea Campania există trei faraglioni "celebre" situate în Golful Napoli, în apropiere de insula Capri. Ele au fost denumite astfel: 
- Stella, unită de insulă, 109 m.
- Mezzo, 82 m.
- Scopolo (sau Fuori), 106 m.

Șopârla albastră (Lacerta viridens faraglionesis) este endemică în Scopolo. 

## Imagini

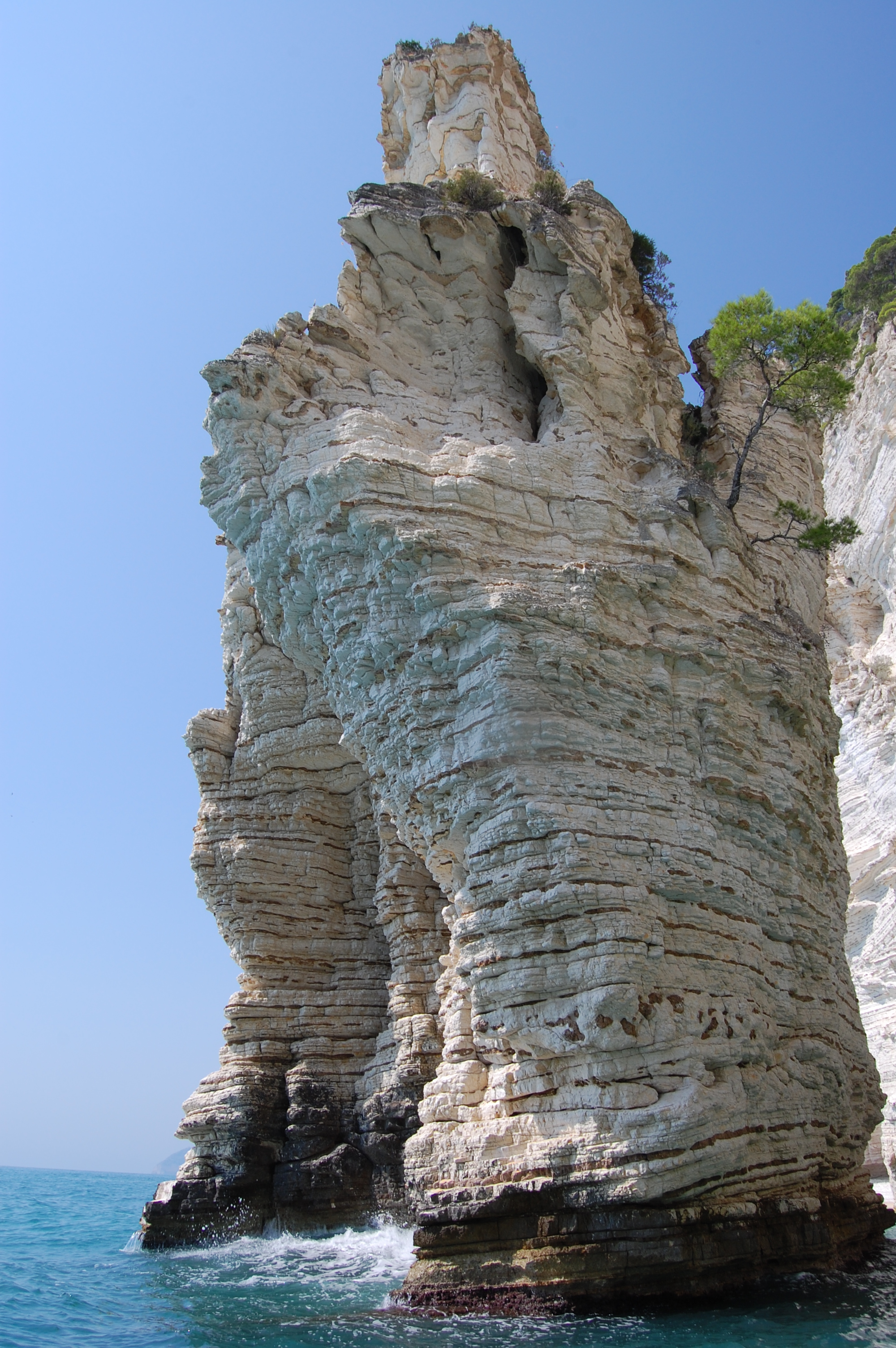
Faraglione în Parcul Naţional Gargano, Apulia
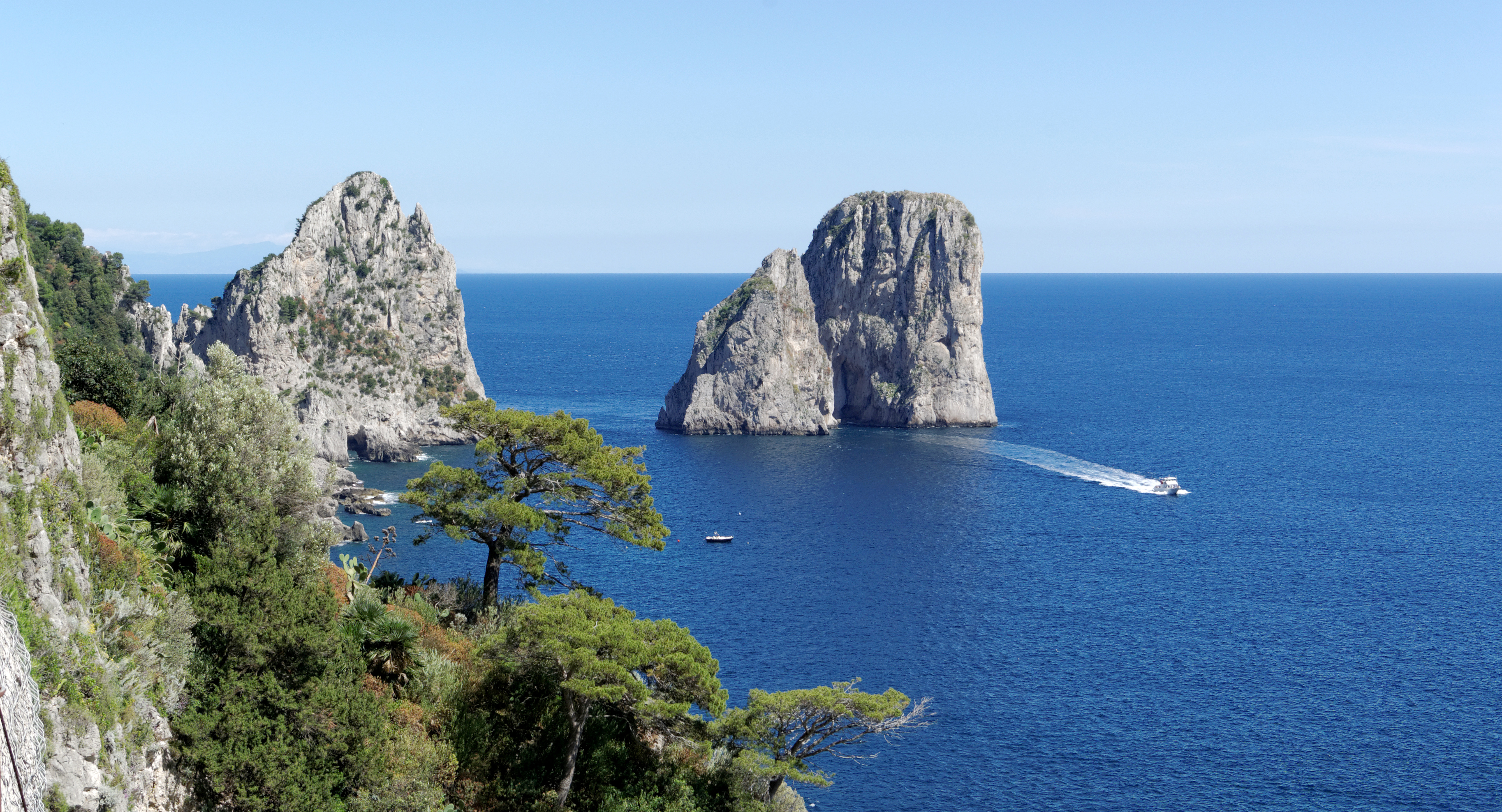
Vedere dinspre vest, Capri.
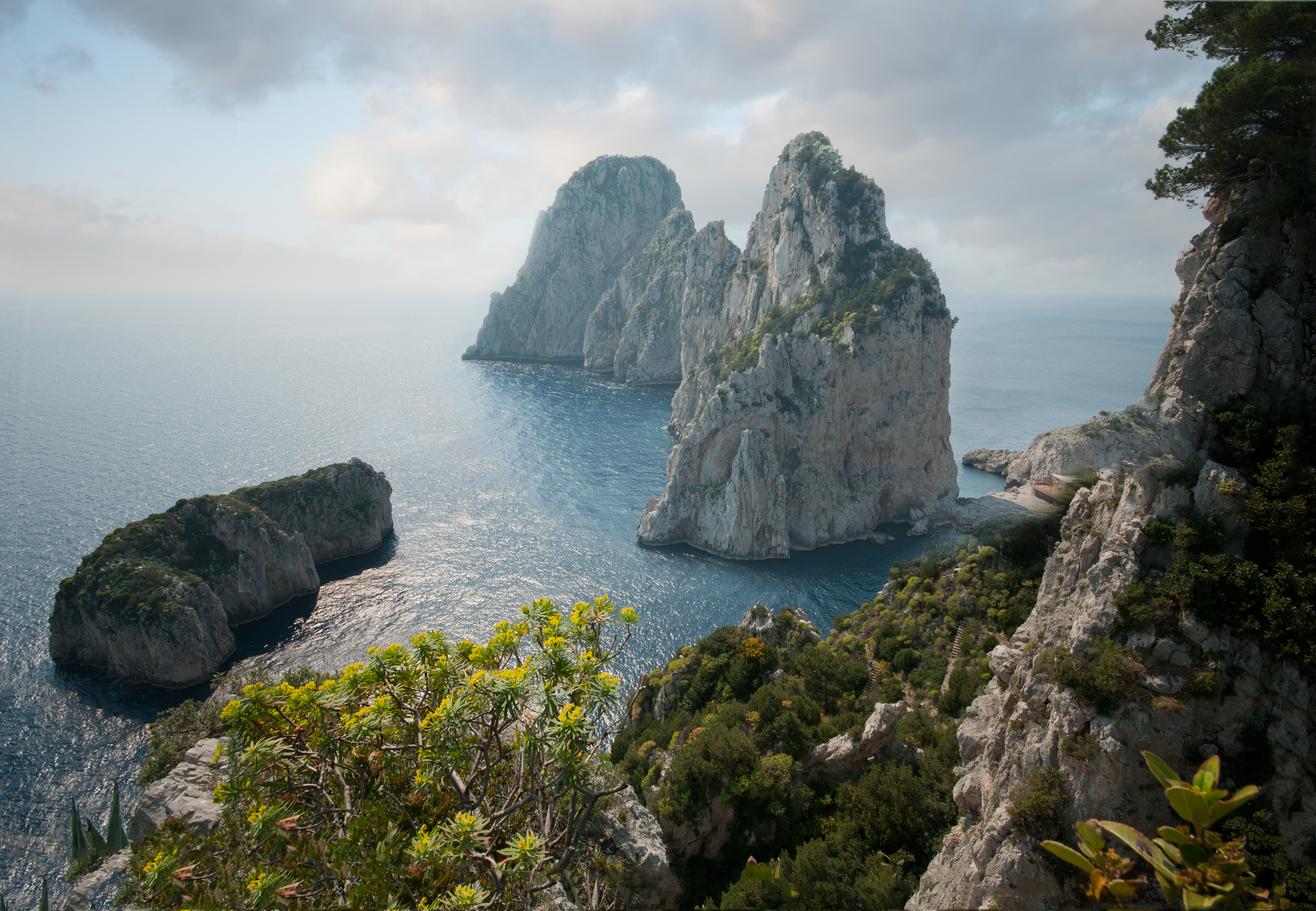
Vedere dinspre est, Capri.
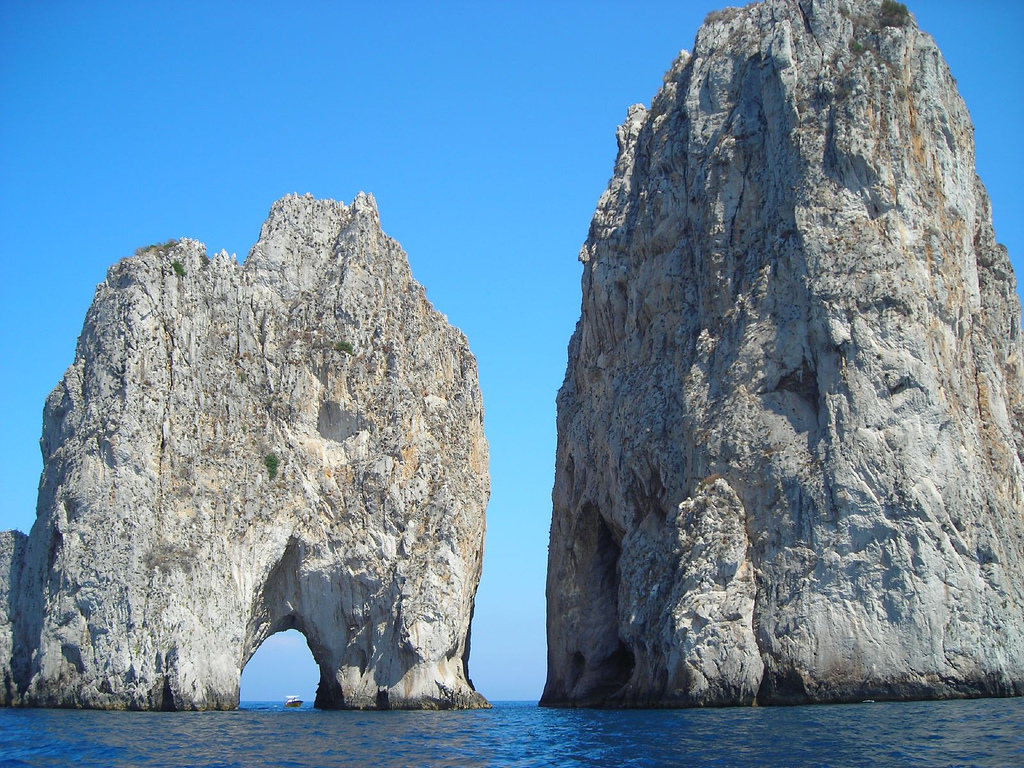
Faraglioni văzute de pe un vaporaş, Capri.